# آيت لحساين (تونفيت)
آيت لحساين هي إحدى مشيخات المملكة المغربية، تتبع جغرافيا لإقليم ميدلت وإداريًا لتونفيت. يقدر عدد سكانها بـ 676 نسمة حسب الإحصاء الرسمي للسكان والسكنى لسنة 2004.